# Mutabilicoccus simmondsi
Mutabilicoccus simmondsi är en insektsart som först beskrevs av Robert Malcolm Laing 1925.  Mutabilicoccus simmondsi ingår i släktet Mutabilicoccus och familjen ullsköldlöss. Inga underarter finns listade i Catalogue of Life.